# Robert Hausmann
Pour les articles homonymes, voir Hausmann.
Répertoire
- Double Concerto pour violon et violoncelle de Johannes Brahms
- Sonate pour violoncelle et piano n°2 en fa mineur de Johannes Brahms
- Kol Nidrei de Max Bruch

Robert Hausmann, né le 13 août 1852 à Rottleberode en province de Saxe, mort le 18 janvier 1909 à Vienne, est un célèbre violoncelliste allemand, qui a créé plusieurs œuvres importantes comme le Double Concerto pour violon et violoncelle de Johannes Brahms et Kol Nidrei de Max Bruch.

## Biographie

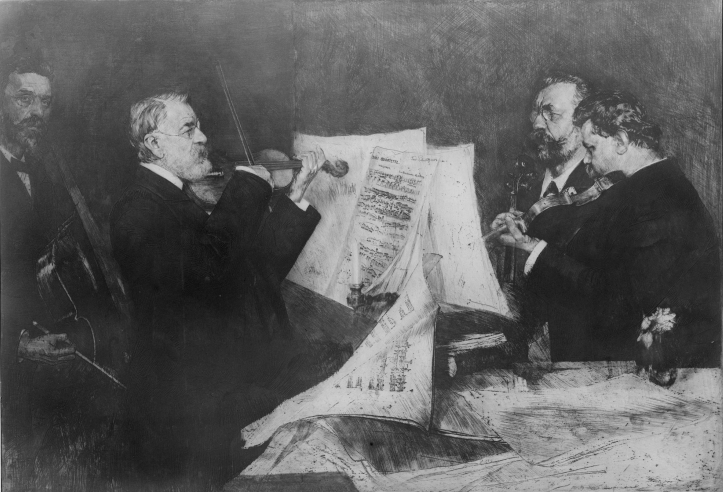
Quatuor Joachim. À gauche Joseph Joachim, derrière, Robert Hausmann. À droite, Karel Halíř (2e violon) et Emanuel Wirth (alto)

Robert Hausmann est né à Rottleberode, dans le Harz, province de Saxe. Il est entré au lycée à Brunswick à l'âge de huit ans en 1861, où il a appris le violoncelle avec Theodor Müller. En 1869 il a été un des premiers élèves de l'École supérieure de musique de Berlin, où il a étudié avec le neveu de  Müller, Wilhelm Müller, et recevant les conseils du violoniste Joseph Joachim. Joachim l'a introduit auprès du grand violoncelliste et pédagogue italien Carlo Alfredo Piatti qui lui a donné son enseignement à Londres et dans sa propriété de Cadenabbia sur lac de Côme, en Italie
Robert Hausmann a alors intégré le quatuor à cordes du comte von Hochberg en Silésie de 1872 à 1876, puis a été nommé professeur de violoncelle à l'École supérieure de musique de Berlin. Il y est devenu professeur principal après le départ de Wilhelm Müller. De 1878 jusqu'à la mort de Joseph Joachim en 1907, il a été le violoncelliste du Quatuor Joachim, dont les autres membres étaient Joseph Joachim (1er violon), Carl Halir (2e violon) et Emanuel Wirth (de) (alto). Il est toujours resté très actif dans le domaine de la musique de chambre, étant connu en Allemagne, en Europe plus généralement, et en particulier à Londres.
En 1879-1880, Charles Villiers Stanford a écrit un concerto pour violoncelle en ré mineur pour Robert Hausmann. L'œuvre a été composée alors que Hausmann avait joué en concert en Angleterre et en Europe la sonate pour violoncelle, Op. 9, de Stanford. Cette sonate Op. 9 qui lui est dédiée, avait été créée par Hausmann le 1er mai 1877, avec le compositeur tenant la partie de piano. C'est la première sonate importante pour violoncelle écrite par un compositeur britannique. Par ailleurs, le Concerto en ré mineur est le seul concerto pour violoncelle écrit à la fin du XIXe siècle par un compositeur britannique important. Mais l'œuvre n'a jamais été publiée, et seul le mouvement lent a été joué (en 1884 dans un arrangement pour violoncelle et piano). La partition du concerto a été reconstituée au XXIe siècle par le Dr George Burrows de l'Université de Portsmouth, qui a travaillé à partir des deux seules sources manuscrites subsistantes - une ébauche (1879) pour violoncelle et piano, contenant certaines annotations pour le violoncelle solo de Robert Hausmann, et une partition complète autographe de 1880.
En 1881, Hausmann a créé le Kol Nidrei, Op. 47 de Max Bruch, œuvre qui lui est dédiée. Bruch a écrit ce morceau pour répondre à une demande insistante de Hausmann qui souhaitait une pièce pour violoncelle et orchestre qui égale celle écrite pour violon et orchestre,. Bruch a consulté Hausmann sur les coups d'archets et autres aspects techniques. Hausmann est aussi le dédicataire de la Canzone en si bémol, Op. 55  de Bruch, et des Vier Stücke, Op. 70.
Hausmann a eu une relation privilégiée avec Johannes Brahms. La Sonate pour violoncelle et piano n°2 en fa mineur, Op. 99, lui est dédiée et a été créée par lui, avec le compositeur au piano le 14 novembre 1886. Il a aussi popularisé la Sonate pour violoncelle et piano n° 1 en mi mineur, Op. 38,. En novembre 1891, il a participé à la première exécution privée, à Meiningen, du Trio pour clarinette, violoncelle et piano en la mineur, Op. 114, avec Richard Mühlfeld à la clarinette et Brahms au piano. Le mois suivant, il a obtenu un triomphe lors de la création en public à Berlin. En mars 1892, il a présenté l'œuvre à Londres, avec Mühlfeld et Fanny Davies. C'est  aussi Robert Hausmann qui a créé le Double Concerto pour violon et violoncelle, avec Joseph Joachim, le 18 octobre 1887. Le morceau est dédié aux deux solistes, et le critique Eduard Hanslick a écrit qu'Hausmann n'était "d'aucune manière inférieur à Joachim".
En 1894, Hausmann a épousé Helene von Maybach, fille du ministre prussien du Commerce Albert von Maybach.
C'est l'interprétation de Robert Hausmann jouant en 1896 le Concerto pour violoncelle en si mineur d'Antonín Dvořák avec Brahms l'accompagnant au piano, qui a amené Brahms à déclarer: « Si j'avais su qu'il était possible de composer un tel concerto pour le violoncelle, j'aurais essayé moi-même d'en écrire un ». Brahms a dit à Hausmann qu'il envisageait d'écrire un concerto pour violoncelle. Un des thèmes de ce travail non abouti a été plus tard utilisé pour la mélodie ouvrant le Quintette pour clarinette et cordes en si mineur.
Les compositions d'Hausmann sont aujourd'hui complètement oubliées, mais comptent au moins 41 numéros d'opus. Une des pièces était dédiée à Karl Davidov, qui tenait Hausmann en grande estime.
Robert Hausmann a publié des éditions des Suites pour violoncelle seul de Bach et des Sonates pour violoncelle et des Variations Concertantes en ré majeur, Op. 17 de Mendelssohn ; il a effectué un arrangement pour violoncelle et piano des Märchenbilder, Op. 113, de Schumann (originellement pour alto et piano).
Parmi ses élèves, on trouve Friedrich Ernst Koch (de) (professeur de Boris Blacher et de Paul Kletzki), Wallingford Riegger, Philipp Roth (de), Percy Such, Hugo Dechert, Otto Lüdemann et d'autres.
Il jouait sur un superbe violoncelle Stradivarius de 1724, qui est maintenant connu comme le Stradivarius "Hausmann". Il l'avait acquis de son oncle George Haussmann (1814-1861). L'instrument a été plus tard la propriété du maître russe Edmund Kurtz (de) (premier violoncelle de l'Orchestre Symphonique de Chicago),.
Robert Hausmann est mort à Vienne en janvier 1909, âgé de 56 ans. Donald Tovey a souvent joué avec Hausmann, et ses Elegiac Variations pour violoncelle et piano sont inspirées par le décès d'Hausmann.

## Sources
- (en) Cet article est partiellement ou en totalité issu de l’article de Wikipédia en anglais intitulé « Robert Hausmann » (voir la liste des auteurs).